# A Book of Mediterranean Food
A Book of Mediterranean Food (em português:  Um Livro de Cozinha Mediterrânea) foi um influente livro de culinária escrito por Elizabeth David e publicado por John Lehmann em 1950. Depois de um período de racionamento e austeridade envolvendo a Segunda Guerra Mundial, o livro trouxe de volta a luz e as cores para as cozinhas inglesas, com ingredientes frescos e simples. O livro foi ilustrado por John Minton e apresenta várias citações de escritores famosos.
Na época que foi publicado, muitos ingredientes eram difíceis de serem encontrados, mas o livro rapidamente foi reconhecido, e em poucos anos ele mudou profundamente a culinária inglesa e os hábitos alimentares.

## Contexto

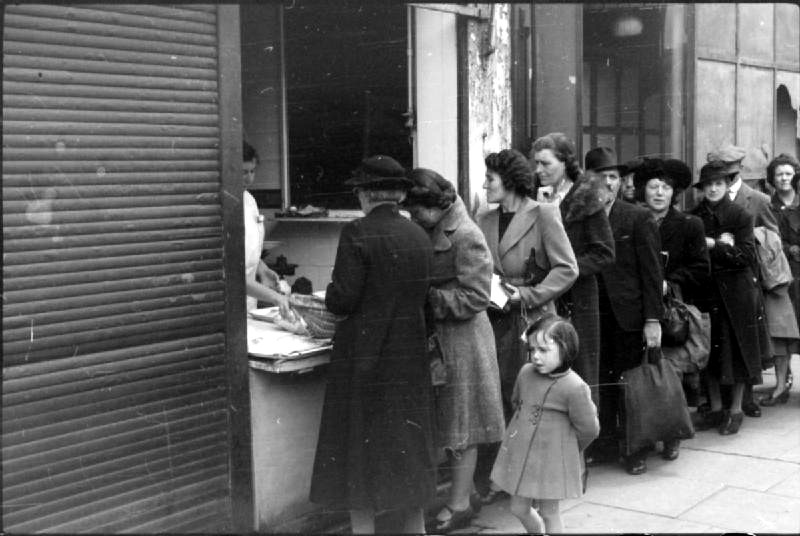
A realidade do racionamento e da austeridade: fila para comprar peixes em Londres em 1945.

Elizabeth David retornou à Inglaterra pós-guerra, depois de anos vivendo em regiões mediterrâneas. O país ainda enfrentava o racionamento de comida, e com a lembrança da riqueza de ingredientes frescos que os locais mediterrâneos ofereciam, ela encontrou uma realidade cinza e assustadora resultado do racionamento. A comida era terrível: "Havia farinha e sopa de água temperada apenas com pimenta; pão e cartilagem; cebola desidratada e cenouras; carnes enlatadas. Eu não preciso continuar."

## O livro
Em parte para ganhar algum dinheiro e em parte de um "desejo agonizante por luz", David começou a escrever artigos sobre culinária mediterrânea. Seus primeiros trabalhos foram publicados em 1949 na revista britânica Harper Bazaar. Desde o início, David se recusou a vender os direitos autorais de seus artigos, e assim ela foi capaz de os coletar e editá-los para publicação em forma de livro. Mesmo antes de todos os artigos serem publicados, ela os tinha reunido em um volume datilografado e apresentou-o a uma série de editoras, as quais rejeitaram. Uma delas explicou que não seria necessário uma publicação de uma coleção de receitas.

Com esta seleção [...] de pratos mediterrâneos, espero dar uma ideia da adorável culinária dessas regiões para as pessoas que ainda não a conhecem, e avivar as memórias daqueles que comeram este tipo de comida nos litorais de suas terras natais, e que às vezes gostariam de trazer um sabor daquelas terras abençoadas do sol e mar e oliveiras para suas cozinhas inglesas.

Elizabeth David, Prefácio.
David levou este conselho, mas, consciente da sua inexperiência como escritora, ela manteve sua própria prosa curta e citou extensivamente autores consagrados cujos pontos de vista sobre o tema carregava mais peso na crítica. No volume publicado, as seções são ligadas por trechos substanciais de obras de escritores, incluindo Norman Douglas, Lawrence Durrell, Gertrude Stein, D. H. Lawrence, Osbert Sitwell, Compton Mackenzie, Arnold Bennett, Henry James e Théophile Gautier. Ela apresentou o texto datilografado revisto para John Lehmann, um editor mais familiarizado com a poesia do que a culinária, mas ele aceitou, liberando um adiantamento de 100 euros. A Book of Mediterranean Food foi publicado em 1950. Lehmann havia sugerido que o livro fosse nomeado de "The Blue Train Cookery Book", uma vez que ele supôs que o romance de países mediterrâneos era encontrado nas emocionantes viagens de trem para chegar lá.
O livro apareceu no período em que o racionamento de comida imposto durante a Segunda Guerra Mundial permaneceu rigorosamente em vigor na Grã-Bretanha. Como David colocou depois, "quase todos os ingredientes essenciais de uma boa cozinha eram inalcançáveis."  Ela, portanto, adaptou algumas das receitas que tinha aprendido durante os anos em que viveu em países do Mediterrâneo, "para compensar a falta de sabor que deveria ter sido fornecido pela carne ou pela  manteiga." 

### Lirismo
O historiador de alimentos Panikos Panayi argumenta que, com o livro, David trouxe mudanças significativas para a culinária inglesa. Ele considera que a seção de abertura do livro traz "talvez a passagem mais evocativa e inspiradora na história da culinária britânica já escrita":
A culinária das margens do Mediterrâneo, dotada de todos os recursos naturais, a cor e o sabor do Sul, é uma mistura de tradição e uma brilhante improvisação. A genialidade dos lampejos latinos desde as panelas. É uma culinária muito honesta; nenhuma farsa das grandes cozinhas do Internacional Palace Hotel.
David, em seguida, descreve a região e os seus aromas:
De Gibraltar para o Bósforo, no Vale do Rhone, através dos grandes portos de Marselha, Barcelona, Gênova... se estende a influência da cozinha mediterrânea, naturalmente condicionada por variações no clima e do solo e de relativas indústrias ou pela indolência dos habitantes. Os ingredientes já recorrentes nos alimentos ao longo destes países são o óleo, o açafrão, o alho, os pungentes vinhos locais...

### Ilustrações

Cena de John Minton, um ambiente mediterrâneo, mostrando um marinheiro conversando com uma jovem garota desfrutando do melhor da culinária local.

Lehmann encomendou uma sobrecapa pintada e ilustrações internas em preto e branco para seu amigo, o artista John Minton. Escritores, incluindo Cyril Ray e John Arlott comentaram que os desenhos de Minton adicionaram atrativos ao livro. David, uma mulher de opiniões fortes, pensou na importância de uma boa ilustração. Minton providenciou 15 decorações para dar uma sensação do Mediterrâneo, em vez de ilustrações simples dos pratos de David. Por exemplo, sua cena do porto mostra um marinheiro bebendo e conversando com uma jovem ao lado de uma mesa com alimentos; no fundo, um restaurante de rua e barcos em um porto. Embora David não gostou dos desenhos em preto e branco de Minton, ela descreveu seu projeto de capa como "impressionante". Destacou, principalmente, "sua bela baía mediterrânea, os tecidos brancos que se espalham nas mesas e nas tigelas", e como "jarros e garrafas de vinho podiam ser vistos ao longo da rua".

## Conteúdo
Os capítulos, por sua vez, abordam: sopas; ovos e pratos de almoço; peixe; carne; pratos substanciais; aves e patos; legumes; alimentos frios e saladas; doces; geleias, chutney e conservas; e molhos.
O capítulo das sopas estabelece o padrão para o livro, com receitas simples e curtas, como a sopa de feijão branco, detalhada em dois breves parágrafos, intercalado com os longos e complexos pratos, como a sopa de peixe do Mediterrâneo, que abrange três páginas. Os ovos e os pratos típicos do almoço mantêm o mesmo modo da seção de sopas, equilibra o conciso e simples, como ratatouille aux oeufs diante das três páginas detalhadas e discursivas sobre omeletes. Ao contrário de muitos escritores de livros de culinária, David raramente dá quantidades ou horários em números expressivos; sua sugestão para o atum fresco no capítulo de peixe é:
Corte-o em fatias grossas como um bife de salmão e refogue no óleo ou manteiga, acrescentando, na metade do cozimento, dois ou três tomates picados, um punhado de salsa picada e um pequeno copo de vinho, seja tinto ou branco. Sirva as batatas claras cozidas com ele.
A seção de carnes começa com receitas de bovinos, geralmente desconhecidas nas mesas inglesas em 1950. David também dá receitas de cabrito e javali. David dá quatro receitas para carne de carneiro, até então comum na culinária inglesa, porém pouco servido em épocas recentes. Em uma delas, ela explica como disfarçar o sabor como o da carne de veado, marinada por muito tempo e altamente temperada.

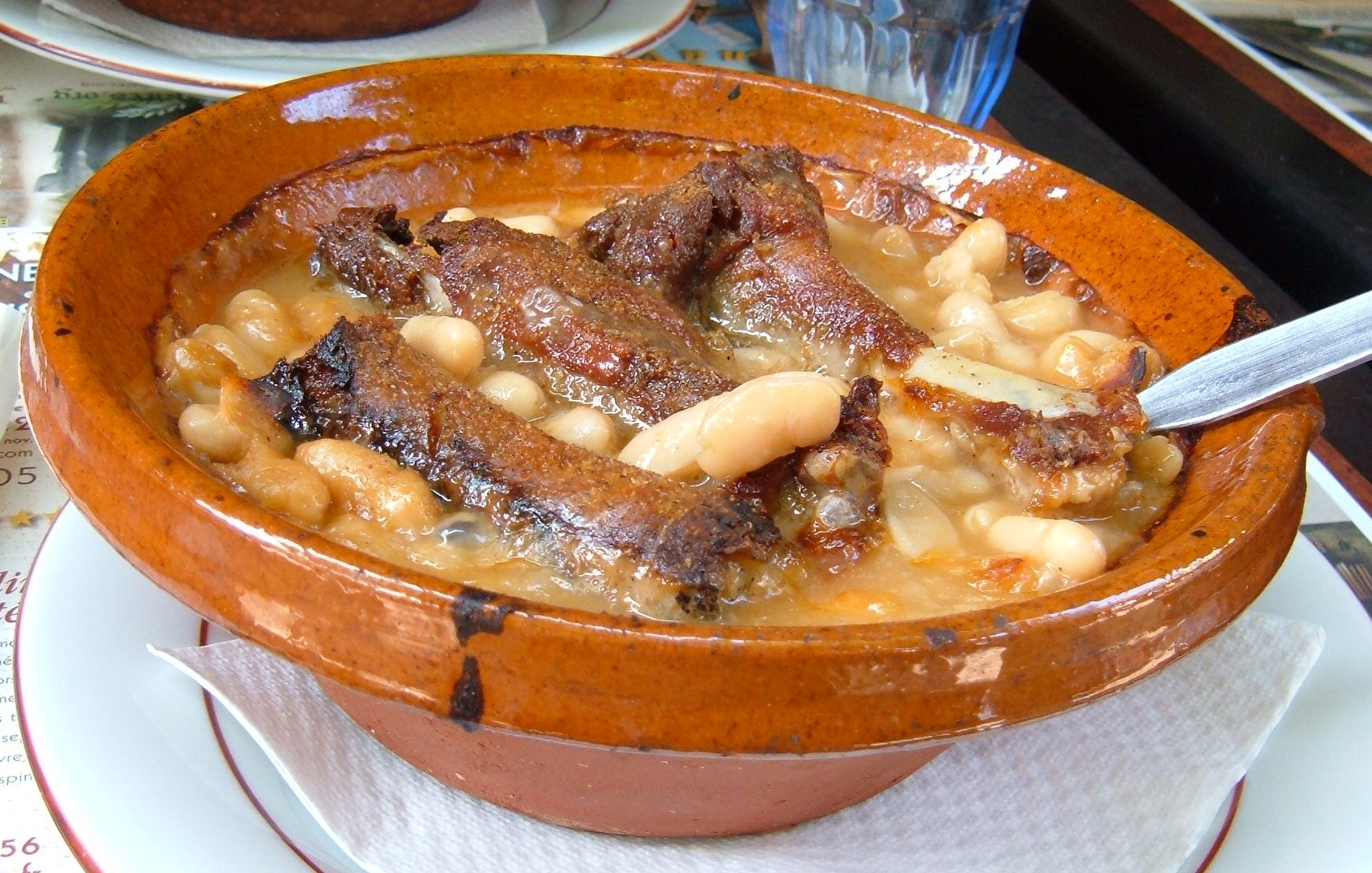
Cassoulet, prato do sul da França descrito no livro.

O capítulo dos "pratos substanciais" discute e ilustra os méritos de risotto e paella, e trata de polenta e macarrão, menos familiar na Grã-Bretanha do que agora, e continua por descrever o cassoulet. O próximo capítulo, aves e patos, começa com receitas para cozinhar frango e pato, e passa para perdiz, aos estilos à la provençale e grego, passando por codornizes e pombos, concluindo com o prato de snipe, ave da família Scolopacidae, cozido em papilote com cogumelos.
O tema do livro é enfatizado na seção de vegetais, em que há cinco receitas de berinjela e apenas um prato de batata (pommes Anna). Pratos da Grécia e do norte da África são incluídos com os padrões típicos do sul francês como tomates provençales. Ocasionalmente, pratos não mediterrâneos estão incluídos, como cèpes à la Bordelaise (fritado em azeite com salsa e alho).
O capítulo de alimentos congelados e de saladas dá instruções para três pratos de frango frio, vários patês e de terrinas tradicionais, e uma outra receita não tradicional do Mediterrâneo, o prato tradicional da Páscoa da Borgonha, jambon persillé de Bourgogne. David acrescenta a esta secção sugestões para aperitivos, incluindo pratos gregos até então desconhecidos na Grã-Bretanha, incluindo dolmades e tarama, bem como receitas francesas tradicionais, como a sardinha marinées à la niçoise.
Na seção de doces, David comenta que em todos os países mediterrâneos, os doces mais complexos são muitas vezes comprados em pâtisseries (padaria francesa); as poucas receitas que ela dá são para doces simples, tradicionais feitos em casa, como torrijas (também chamados de rabanada) e soufflé de laranja frio. A seção de geleias, chutneys e doces em gerais inclui melão em conserva acompanhado por frutas familiares, como peras e ameixas.
No capítulo final, o dos molhos, David inclui clássicos como molho bechamel, béarnaise, holandês e maionese (que, ela aconselha: "agitar de forma constante, mas não como um louco"). A estes acrescenta molhos turcos, gregos, italianos e egípcios, a maioria deles destina-se a ir com pratos de peixes do Mediterrâneo.

## Recepção

### Contemporânea
O The Times Literary Supplement observou em 1950 que "enquanto alguém pode hesitar em experimentar a lagosta à la Enfant Prodigue (com champanhe, alho, manjericão, limão, cerefólio, cogumelos e trufas), o engenhoso cozinheiro com tempo para explorar variedades em lojas de Londres, e com dinheiro, não deve ficar frequentemente perplexo. The Observer comentou, também em 1950, que o livro mereceu por se tornar o "companheiro familiar de todos os que buscam excitação desinibida na cozinha." 

### Moderna
A celebridade culinária Clarissa Dickson Wright comenta que o livro era "uma brisa de ar fresco nos anos de austeridade que se seguiram à Segunda Guerra Mundial, e a adoção de excelentes ingredientes bem preparados tornou-se a marca registrada do melhor da culinária inglesa". Naquela época, "comida era tediosa, legumes e verduras eram [completamente] cozidos, e azeite de oliva era algo que você comprava na farmácia e era marcado "apenas para uso externo." David, por outro lado, "evocou um mundo de sol e lavanda, de bougainvilleas e cannas, e de alimentos frescos e simples de serem preparados."

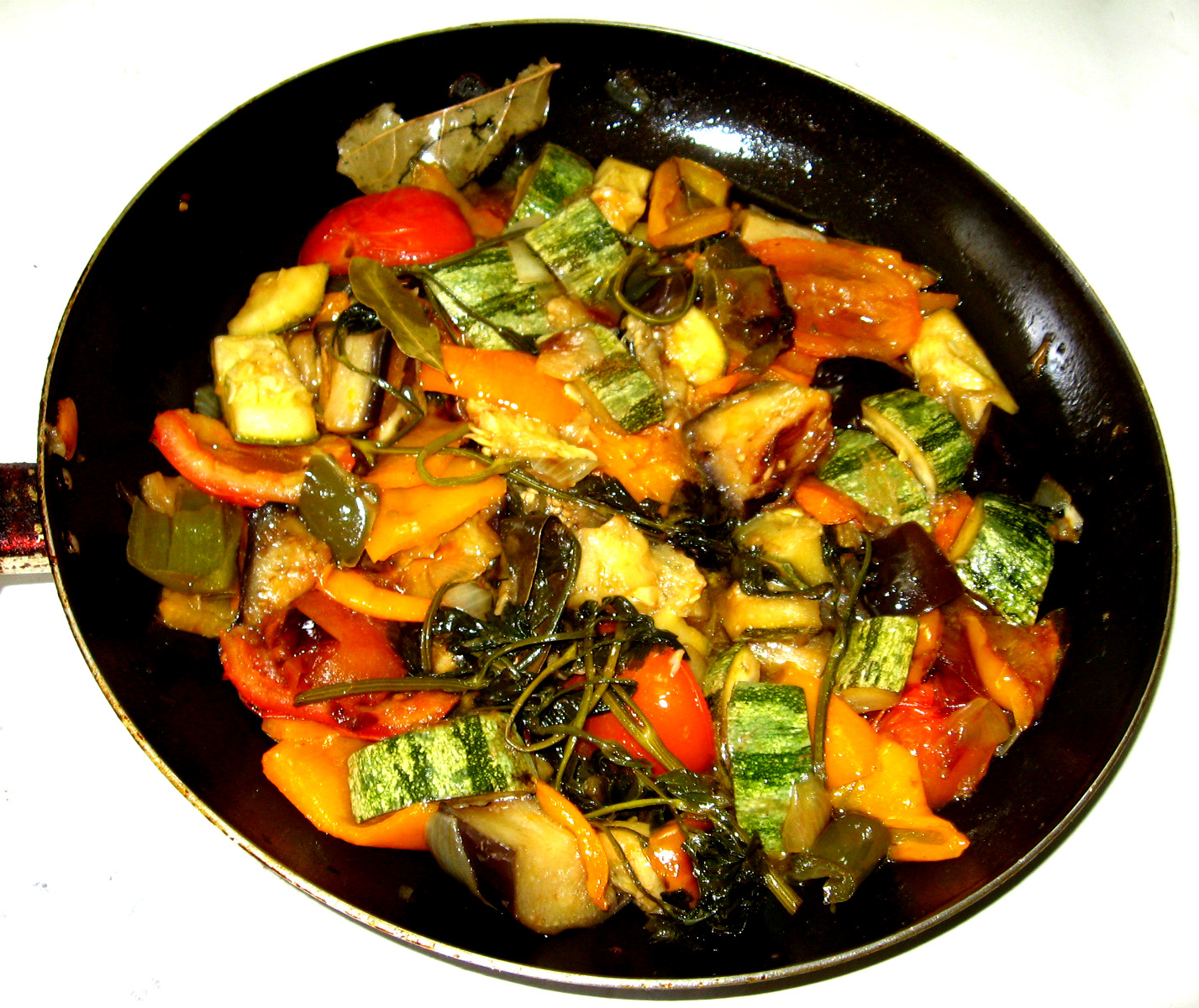
Ratatouille um prato francês introduzido na Grã-Bretanha pelo livro.

John Koski, escrevendo no Daily Mail, observa que a maioria dos editores naquele momento pensava que um livro de culinária "na melhor das hipóteses era absurdo", quando havia tão pouca comida para cozinhar, e "os ingredientes das terras do Mediterrâneo; o azeite, açafrão, alho, manjericão, berinjelas, figos, pistache, eram encontrados apenas no centro de Londres, e os leitores tinham que confiar na memória ou imaginação "para desfrutar das receitas de David. Ao mesmo tempo, as receitas foram "honestas", "recolhidas em Provença, Itália, Córsega, Malta e Grécia", e o livro foi "aclamado como uma obra séria". Em alguns anos, Koski observa que "paella, moussaka, ratatouille, hummus e gazpacho tinham se tornado familiares nas cozinhas, restaurantes e supermercados em todo o país."
Rachel Cooke, escrevendo no The Guardian, cita o chefe Simon Hopkinson, que conheceu David na década de 1980, acreditava que "efeitos poderosos .. em paladares britânicos .. era tanto uma questão de tempo como qualquer outra coisa". Ela [David] "chegou ao local no momento certo: a classe média britânica, exausta pela austeridade, estava ansiosa, mesmo sem saber pelo quê, pelo gosto da luz do sol."
Caroline Stacey, do The Independent, chama o livro de "seu hino de desejos para cozinhar na costa sul", observando que "mudou o que as classes médias britânicas comiam", e que ela "não trouxe apenas o azeite e alho, mas também berinjelas, abobrinhas e manjericão para as cozinhas britânicas."
Melanie McDonagh, escrevendo no The Telegraph, afirma que com A Book of Mediterranean Food, David "introduziu os britânicos nas culinárias da Grécia, Itália e Provença, em 1950, após o seu regresso da Grécia, via Egito e Índia". Ela comenta que o escritor de culinária Jane Grigson, um "devoto", disse: "Manjericão não era mais do que o nome de um tio solteiro, abobrinha foi impresso em itálico como uma palavra estranha, e poucos de nós sabíamos como comer espaguete ... Então veio Elizabeth David, como o sol." McDonagh acrescenta que David "foi uma das primeiras com muita classe e personalidade culinária, mesmo que ela nunca foi uma chef de televisão: preparando o caminho para Jamie Oliver, Nigella Lawson, Nigel Slater e Hugh Fearnley-Whittingstall."
Dissidentes da aclamação geral, Tom Norrington-Davies, também escrevendo no The Telegraph, argumenta que o livro "atingiu apenas uma pequena parte da população", mas ao mesmo tempo qualifica este, afirmando que estes leitores estavam "passando por uma reviravolta dramática. Educadamente, mulheres moderadamente ricas de repente se viram em suas cozinhas sem servos". Ele cita a observação de Jane Grigson, introduzindo uma coleção de escritos de David, dizendo que "Elizabeth não fez muito esforço para restaurar a confiança (das mulheres de classe média) na culinária."
Joe Moran, escrevendo no jornal Financial Times, descreve a gênese do livro como um "momento decisivo". Foi quando, "encalhada por uma tempestade de neve" em um hotel em Ross-on-Wye cujo restaurante serve refeições tão sombrias que parecia-lhe ser "produzido com uma espécie de triunfo sombrio que totalizou quase um ódio da humanidade e de suas necessidades", David sentiu o seu famoso "agonizante desejo pelo sol". Furiosa com a comida sem graça, ela começou a elaborar as "descrições sensuais" de comida mediterrânea que levou a A Book of Mediterranean Food.
Marian Burros, escrevendo no New York Times, comenta que David mostrou pela primeira vez "sua importância" com o livro. "Os ingleses mal podiam comprar o suficiente para comer, mas eles ficaram encantados com suas descrições de refeições que incluíam ovos, manteiga, frutos do mar, tomates, azeitonas, damascos, ingredientes que eram difíceis, ou impossíveis de obter, alimentos que são feitos hoje na Inglaterra – alho, azeite, parmesão – eram desconhecidos e, geralmente vistos com desconfiança antes de David"

## Edições
O livro apareceu nas seguintes edições desde 1950, incluindo traduções para dinamarquês e chinês:
| Edições                                                                                        |
| ---------------------------------------------------------------------------------------------- |
| - Londres: Folio Society, 2009 (introdução por Julian Barnes, ilustração por Sophie MacCarthy) |